# 彭昭賢
彭 昭賢（ほう しょうけん）は中華民国の政治家・外交官。中国国民党に属し、その中でもCC系の一員とされる。字は君熙。

## 事跡
1913年（民国2年）、牟平師範講習所に入学し、卒業後にいったんは教師となった。しかし学校の上司と合わず、職を捨ててハルビンに移る。そこでハルビン道台の李家鰲にその作文能力を評価され、李の推薦により北京大学に入学した。卒業後は北京大学俄文（ロシア語）専修科で教師となる。
1917年（民国6年）末、孫文が十月革命後の復興に苦しむソビエト連邦のために難民救済代表団18人を派遣し、彭昭賢も派遣団の1人としてソ連に向かった。ソ連ではやはり李家鰲の推薦を受け、モスクワ大学で学習している。1924年（民国13年）に帰国した。
1929年（民国18年）1月、駐ハバロフスク総領事に任命された。12月に帰国し、上海法律専門学校教授となっている。1931年（民国20年）8月、国民政府外交部条約委員会委員に任ぜられ、翌年1月までつとめた。1934年（民国23年）5月、新疆省政府民政長庁庁長兼中国国民党新疆省党部指導委員に任ぜられた。翌年8月、陝西省民政庁庁長に任ぜられる。1939年（民国28年）8月、同省政府秘書長に転じた。1941年（民国30年）7月、秘書長から再び民政庁庁長に復し、翌年3月には地政局局長も兼ねている。
1945年（民国34年）5月、国民党中央に復帰し、第6期中央執行委員兼中央組織部副部長に任ぜられた。翌年7月、内政部政務次長に任ぜられ、11月、制憲国民大会代表に当選している。1948年（民国37年）6月、行政院政務委員兼内政部長に昇進したが、12月に辞任している。
1949年（民国38年）1月、彭昭賢は代理総統李宗仁の命により、国共和平交渉の代表団の1人に選出されたが、中国共産党は彭を「CC系の主戦分子」であるとみなし、彭の交渉関与を拒絶した。国共内戦で国民党が敗北すると、彭も台湾へ逃れた。
1979年（民国68年）、台湾で病没。享年83。

## 注
1. ↑  徐友春主編『民国人物大辞典 増訂版』による。「彭昭賢」「山東省情網」（山東省地方志弁公室ホームページ）内「山東省省情資料庫」は1896年生まれとする。
2. ↑  徐友春主編『民国人物大辞典 増訂版』1920頁によると、彭昭賢は何らかの事件に関連してソ連を追放された、としている。
3. ↑  「彭昭賢」「山東省情網」（山東省地方志弁公室ホームページ）内「山東省省情資料庫」